# Montemagno Monferrato
Montemagno Monferrato este o comună din provincia Asti, Italia. În 2011 avea o populație de 1.166 de locuitori.

## Persoane legate de Montemagno
- Luigi Giuseppe Lasagna S.D.B. (1850-1895), episcop titular romano-catolic al diecezei Oea din 1893 până în 1895.

## Demografie
Montemagno Monferrato - evoluția demografică

|  | Graficele sunt indisponibile din cauza unor probleme tehnice. Mai multe informații se găsesc la Phabricator și la wiki-ul MediaWiki. |

Date: Recensăminte sau birourile de statistică - grafică realizată de Wikipedia